# Andy Ripley
Andrew George Ripley (Liverpool, 1º dicembre 1947 – East Grinstead, 17 giugno 2010) è stato un rugbista a 15, imprenditore e dirigente d'azienda britannico, già internazionale per l'Inghilterra e terza centro del Rosslyn Park per 22 anni.

## Biografia
Cresciuto nell'epoca ancora dilettantistica del rugby britannico e mondiale, trascorse buona parte della carriera nel club londinese del Rosslyn Park, dove si segnalò come terza linea centro molto fisica e veloce.
Fu convocato per la prima volta in Nazionale inglese nel 1971 e disputò tutti i tornei delle Cinque Nazioni dal 1972 al 1976, vincendo quello — a pari merito con tutte le altre quattro — del 1973.
Dopo il ritiro dall'attività internazionale continuò a praticare diversi sport, giocando nel Rosslyn Park fino al 1989 a 41 anni, e dedicandosi a canottaggio e atletica leggera: vincitore di un premio, del valore di circa 8 000 sterline, lo devolvette alla Rugby Football Union, nel rispetto della sua visione totalmente dilettantistica dello sport; nel 1989, dopo la fine dell'attività rugbistica, fu eletto presidente del Rosslyn Park.
Tra il 1972 e il 1981 fu invitato 25 volte a giocare con la selezione dei Barbarians.
Spese un biennio in Francia al P.U.C., club universitario parigino.
Fu, inoltre, in Italia al termine della stagione di serie A 1975-76, ingaggiato dal Brescia, schierato in occasione dell'ultimo incontro di campionato contro il Rovigo, in cui la squadra lombarda, a pari punti con i veneti, tentò di difendere il titolo vinto l'anno prima.
Rappresentante e dirigente della United Bank of Kuwait, fu anche imprenditore (nel ramo della contabilità fiscale e finanziaria e successivamente nel marketing sportivo.
Poliglotta, commentò anche incontri di rugby per la televisione francese, grazie alla perfetta conoscenza di tale lingua.
Nel 2005 superò un cancro alla prostata e scrisse un libro sulla sua esperienza, senza perdere ironia e sarcasmo: intervistato dal Guardian a proposito delle sue impressioni sulla Coppa del Mondo di rugby 2007, al giornalista che gli telefonò a casa rispose: «Non si preoccupi per avermi interrotto il pranzo: mia moglie è in questi giorni in Austria, mia figlia è a casa dall'Università così ho cucinato io, e sono un cuoco orribile».
Nel 2009, tuttavia, una nuova insorgenza del cancro lo costrinse alla quasi totale invalidità; la sua ultima apparizione pubblica fu il ricevimento della nomina a Ufficiale dell'Ordine dell'Impero Britannico (OBE) nel maggio 2010; il 17 giugno 2010 morì a East Grinstead (West Sussex).